# Trifluormethylkupfer
Trifluormethylkupfer ist eine Organokupferverbindung, die für Trifluormethylierungsreaktionen eingesetzt wird.

## Herstellung
Trifluormethylkupfer kann auf verschiedenen Wegen hergestellt werden. Eine Variante ist die Umsetzung von Trifluormethan mit Kalium-tert-butanolat und Kupfer(I)-chlorid. Daneben können auch die Silane Trimethyl(trifluormethyl)silan oder Triethyl(trifluormethyl)silan als Edukte eingesetzt werden. Dazu werden sie mit einem Kupfer(I)-fluorid oder Kupfer(I)-iodid und Kaliumfluorid oder Caesiumfluorid umgesetzt. Eine neuere Methode verwendet Ketone als Quelle für Trifluormethylgruppen, beispielsweise Trifluoracetophenon. Dabei wird zunächst in Dimethylformamid (DMF) ein Komplex aus Kupfer(I)-chlorid und Kalium-tert-butanolat gebildet und dann das Keton zugesetzt.
Eine andere, ältere Methode basiert auf der Verwendung von Organozink- oder Organocadmium-Verbindungen, die Trifluormethylgruppen tragen. Diese können in DMF-Lösung hergestellt werden, indem Zink oder Cadmium mit Dichlordifluormethan oder Dibromdifluormethan umgesetzt wird. Zugabe von Kupfer(I)-chlorid, -bromid, -iodid oder -cyanid und Erhitzung führt dann zum Trifluormethylkupfer.

## Reaktionen
Trifluormethylkupfer ist ein Reagenz für die Trifluormethylierung verschiedener Substrate, wobei die Reaktionen bei Raumtemperatur und überwiegend ohne Luftausschluss gelingen. Terminale Alkine können durch Umsetzung mit zwei Äquivalenten Trifluormethylkupfer und 2 Äquivalenten Tetramethylethylendiamin in Dimethylformamid (DMF) trifluormethyliert werden. Aromatische Boronsäuren können durch Umsetzung mit zwei Äquivalenten Trifluormethylkupfer in Toluol trifluormethyliert werden. Die Reaktion von Aryliodiden gelingt durch Umsetzung mit je zwei Äquivalenten Trifluormethylkupfer und Phenanthrolin in DMF, wobei jedoch eine Argon-Atmosphäre und im Gegensatz zu den anderen Umsetzungen eine längere Reaktionszeit notwendig ist.